# Another Life (singolo Kano)
Another Life è un singolo del gruppo musicale italiano Kano, pubblicato come primo estratto dall'album omonimo.
Classico brano disco con un frequente uso di sintetizzatori e una forte influenza del funk, è diventato il più grande successo europeo del gruppo: infatti è apparso tra i primi dieci posti delle classifiche tedesche e svizzere, mentre in Italia non è andato oltre il numero 29. Infatti il maggior successo del gruppo nel Bel Paese è stato il singolo del 1981 Baby Not Tonight, piazzatosi terzo, mentre nel resto del mondo soltanto Can't Hold Back (Your Lovin') è riuscito ad apparire brevemente nella statunitense Billboard Hot 100 al numero 89.
Il singolo è cantato da Glen White, membro del gruppo che appare nel videoclip della canzone.

## Tracce
Another Life (12") - Full Time Records FTM 31513 (Italy, 1983)
1. Another Life

Another Life (7") - TELDEC 6.13 836, 6.13836 (Germany, 1983)
1. Another Life

## Classifiche
| Classifiche (1983)                    | Posizione massima |
| ------------------------------------- | ----------------- |
| Germania (Offizielle Deutsche Charts) | 10                |
| Italia (Musica & Dischi)              | 29                |
| Svizzera (Schweizer Hitparade)        | 8                 |

## Altri utilizzi
L'arpeggio che fa da intro al brano è stato campionato dai produttori musicali Lifelike e Kris Menace per il loro singolo del 2005 Discopolis. Un sample del riff è stato utilizzato anche nella canzone del 2011 Reaching Out del gruppo Nero.